# Графський провулок (Москва)
Графський провулок (рос. Графский переулок) - вулиця на півночі Москви (Росія) в Олексіївському районі Північно-Східного адміністративного округу, між проспектом Миру та 3-й вулицею Митіщинською. Провулок виник у ХІХ столітті на землях, що належали графам Шереметєвим.

## Розташування
Графський провулок починається від проспекту Миру, веде у східному напрямку, перетинає Кучин провулок, проходить вздовж П'ятницького цвинтаря та закінчується на 3-й вулиці Митищинської.

## Транспорт
Провулком проходить маршрут автобуса № 714 (тільки у бік вулиці Павла Корчагіна).
На ділянці від Кучина провулку до 3-ї вулиці Митищинської організовано односторонній рух.

## Установи та організації
- Будинок 4/9 - Управління Росспоживнагляду по місту Москві; Центр гігієни та епідеміології у Москві; Московський фонд сприяння санітарно-епідеміологічному благополуччю населення; журнал "СЕС";
- Будинок 10/12, будова 1 - Мосводоканал № 10 (Східний, Північно-Східний, Центральний адміністративні округи);
- Будинок 12 - Мосгаз ГУП, Управління № 1;
- Будинок 14 - МДП "Спецавтоматика".